# Marcel Schmelzer
Marcel Schmelzer (Magdeburg, NDK, 1988. január 22. –) német válogatott labdarúgó, aki a teljes pályafutását a Borussia Dortmund csapatában töltötte.

## Klub karrierje
2008. augusztus 8-án debütált a Borussia Dortmund csapatában egy Német kupa mérkőzésena Rot-Weiß Essen ellen. Két hét múlva már a bajnokságban is ebütált a Bayer 04 Leverkusen ellen a 70. percben, 3-2-re megnyerték a találkozott. A 2010–11-es szezonban minden mérkőzésen pályára lépett és a az év végén bajnoki címet ünnepelhetett.
A következő szezon elejét sérülés miatt kénytelen volt kihagyni. Felépülése után fontos tagja volt a második bajnoki cím megszerzésében. A Német kupa döntőjében a FC Bayern München ellen is remekül játszott. A mérkőzést 5-2-re nyerték meg.

## Válogatott
A 2009-es U21-es labdarúgó-Európa-bajnokságon a döntőben az Angol válogatott ellen az utolsó 5 percre pályára lépett. A 4-0-ra megnyert mérkőzéssel a tornát is megnyerték. Joachim Löw a 2012-es labdarúgó-Európa-bajnokságra utazó 23 fős német keretbe nevezte.

## Sikerei, díjai

### Klub
Borussia Dortmund
- Bundesliga: 2

2010–11, 2011–12
- Német kupa: 3

2011–12, 2016–17, 2020–21
- Német szuperkupa: 3

2013, 2014, 2019

### Válogatott
- U21-es labdarúgó-Európa-bajnokság: 1

2009

## Lásd még
- Egycsapatos labdarúgók listája